# George Abbott
George Francis Abbott (Forestville, Nueva York, 25 de junio de 1887-Miami Beach, Florida, 31 de enero de 1995) fue un dramaturgo, productor y director teatral estadounidense.
Estuvo activo en el teatro durante los años 1980, dirigiendo un reestreno de On Your Toes a la edad de 95 años. En 1994 realizó el libreto para la nueva versión de Damn Yankees.
Murió debido a un accidente cerebrovascular.

## Obra
En 1913, comenzó a actuar en Broadway y pronto se dedicó a escribir y dirigir obras. Obtuvo el primero de sus muchos éxitos con The Fall Guy en 1925.
También escribió, dirigió o produjo comedias musicales, como 
- The Boys from Syracuse (1938)
- Pal Joey (1940)
- Where's Charley? (1948)
- Wonderful Town (1953) y
- Damn Yankees (1955)

## Premios y distinciones
Premios Óscar
| Año  | Categoría              | Película                 | Resultado |
| ---- | ---------------------- | ------------------------ | --------- |
| 1930 | Óscar al mejor escrito | Sin novedad en el frente | Nominado  |